# Michael Kubíček
Michael Kubíček (* 12. ledna 1967, Tábor) je bývalý český hokejový obránce, nyní se věnuje podnikání ve stavebnictví.

## Hráčská kariéra
S hokejem začínal v mládežnických a juniorských výběrech Českých Budějovic. V letech 1987; 1989 – 1996 hrával extraligu za České Budějovice (8 sezon, 30 branek). V letech 1987 – 1989 hrál 1. ligu ve VTJ Tábor. Od roku 1996 působil 3 sezóny ve francouzské hokejové lize, poté 2 sezóny v německé třetí lize a další 4 sezóny v rakouské druhé lize. V roce 2005 ukončil angažmá v EV Zeltweg a sezónu 2005/06 odehrál v HC Tábor.

## Osobní
Je ženatý, manželka Helena Kubíčková je učitelka, s rodinou bydlí ve Srubci u Českých Budějovic. Dcera Michaela Kubíčková (* 12. dubna 1994) je reprezentantka v beachvolejbale.